# Plecia dorsalis
Plecia dorsalis är en tvåvingeart som beskrevs av Walker 1857. Plecia dorsalis ingår i släktet Plecia och familjen hårmyggor. Inga underarter finns listade i Catalogue of Life.